# Place Paul-Signac
La place Paul-Signac est une voie située dans le quartier du Père-Lachaise du 20e arrondissement de Paris.

## Situation et accès
La place Paul-Signac est desservie à proximité par la ligne 3 bis à la station Pelleport.

## Origine du nom
Cette place porte le nom du peintre Paul Signac (1863-1935).

## Historique
Cette place est créée sous sa dénomination actuelle par un arrêté du 3 février 1954.

## Bâtiments remarquables et lieux de mémoire
- L'arrière de l'hôpital Tenon.
- L'édicule de la station de métro Pelleport.